# Kajetan Agopsowicz
Kajetan de Hasso Agopsowicz, herbu Hasso albo Wiernik (ur. 8 stycznia 1814 w Oszychlibach w powiecie Kocmań na Bukowinie, zm. 13 listopada 1874 w Wiedniu) – ziemianin, poseł do galicyjskiego Sejmu Krajowego i austriackiej Rady Państwa.
Ziemianin, właściciel dóbr Trofanówka w powiecie kołomyjskim. Ukończył liceum klasyczne w Czerniowcach.
Poseł w latach 1861–1874 do Sejmu Krajowego Galicji I kadencji (15 kwietnia 1861 – 31 grudnia 1866), II kadencji (18 lutego 1867 – 13 listopada 1869) i III kadencji (20 sierpnia 1870 – 13 listopada 1874). Wybierany w I kurii obwodu Kołomyja, z okręgu wyborczego Kołomyja. Po jego śmierci w 1865 mandat uzyskał Włodzimierz Russocki.
Poseł do austriackiej Rady Państwa II kadencji (20 października 1868 – 31 marca 1870) zrezygnował z mandatu protestując przeciw uprzywilejowaniu Niemców, III kadencji (15 września 1870 – 10 sierpnia 1871), IV kadencji (27 grudnia 1871 – 21 kwietnia 1873) utracił mandat z powodu niestawienia się na obrady – w tych kadencjach był wybierany z galicyjskiej I kurii (wielkiej własności ziemskiej). Powtórnie został posłem w V kadencji (04 listopada 1873 – 13 listopada 1874) – wybrany w kurii I (wielkiej własności) w okręgu nr 18 (Kołomyja, Horodenka, Śniatyn, Kosów, Nadwórna). Mandat sprawował do śmierci.
Pochowany w Kułaczkowcach.

## Rodzina

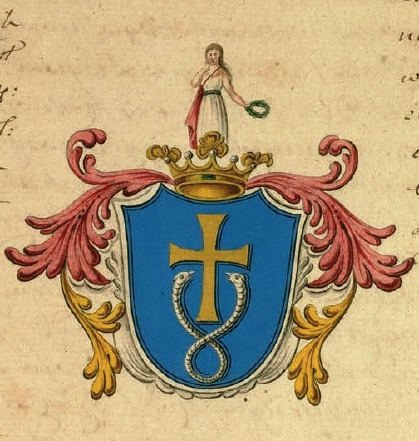
Herb rodzinny Agopsowiczów

Pochodził ze starej ormiańskiej rodziny, osiadłej na Bukowinie. Właściwym nazwiskiem tej rodziny było „Hasso”. W 1814 niektórzy jej przedstawiciele otrzymali szlachectwo galicyjskie. Protoplastą tej linii był Kajetan syn Jakuba, mający trzech synów: Jakuba, Grzegorza i Waleriana. Sam Kajetan był synem wspomnianego Grzegorza Michała (1781–1844) i Marianny z Zerygiewiczów (1794–1870), miał brata Józefa (1828–1878) – dzierżawcę majątku Skopówka w pow. kołomyjskim. Od 1843 mąż Marii z Teodorowiczów (1822–1885). Mieli dwie córki – Marię (1848–1941) żonę Jakuba Agopsowicza (1845–1917) i Joannę Helenę (1852–1934) żonę Michała Mikołaja Warteresiewicza (1847–1920) oraz dwóch synów ziemian: właściciela Trofanówki Antoniego Grzegorza (1844–1896) i właściciela dóbr Chomiakówka w pow. kołomyjskim Kazimierza (1849–1907).